# George van Schaumburg-Lippe
Stephan Albrecht George (Bückeburg, 10 oktober 1846 — aldaar, 29 april 1911) was van 1893 tot 1911 vorst van Schaumburg-Lippe. Soms wordt hij ook George II genoemd, zijn grootvader George Willem geldt dan als George I. Hij was de zoon van vorst Adolf I George en Hermine van Waldeck-Pyrmont, dochter van George II van Waldeck-Pyrmont.
Hij ontving een militaire opleiding, studeerde aan de Georg-August-Universität Göttingen en werd vervolgens officier in het Schaumburg-Lippische leger. Hij nam deel aan de Frans-Duitse Oorlog, diende bij het 11e huzarenregiment in Düsseldorf en van 1876 tot 1879 in Potsdam.
Na de dood van zijn vader op 8 mei 1893 nam hij de regering van het vorstendommetje Schaumburg-Lippe op zich. Hij verhuisde hierop naar de hoofdstad Bückeburg en gaf gedurende zijn heerschappij opdracht voor de bouw van enkele karakteristieke gebouwen. Hij stierf op 29 april 1911 en werd opgevolgd door zijn zoon Adolf II.

## Huwelijk en kinderen
Op 16 april 1882 huwde hij te Altenburg Maria Anne van Saksen-Altenburg, een zuster van hertog Ernst II. Hij vestigde zich met haar in Stadthagen. Uit dit huwelijk werden negen kinderen geboren:
- Adolf (1883–1936), volgde zijn vader op als vorst van Schaumburg-Lippe
- Maurits George (1884–1920)
- Peter (1886), werd dood geboren
- Ernst Wolrad (1887–1962), trouwde met prinses Bathildis van Schaumburg-Lippe, een achterkleindochter in mannelijke lijn van George Willem van Schaumburg-Lippe
- Stefan Alexander Victor (1891–1965), trouwde met gravin Ingeborg van Oldenburg, een dochter van groothertog Frederik August van Oldenburg
- Hendrik (1894–1952), trouwde met gravin Marie-Erika van Hardenburg
- Margaretha (1896–1897)
- Frederik Christiaan (1906–1983), trouwde met gravin Alexandra van Castell-Rüdenhausen
- Elisabeth (1908–1933), trouwde met baron Johan Herring van Frankensdorff

Filips I · Frederik Christiaan · Albert Wolfgang · Willem · Filips II · George Willem · Adolf I · George · Adolf II